# Neoperla posticata
Neoperla posticata és una espècie d'insecte plecòpter pertanyent a la família dels pèrlids.